# ريد باوتشر
ريد باوتشر (بالإنجليزية: Reid Boucher)‏ هو لاعب هوكي الجليد أمريكي، ولد في 8 سبتمبر 1993 في غراند ليدج في الولايات المتحدة.

## وصلات خارجية
- ريد باوتشر على موقع دوري الهوكي الوطني (الإنجليزية)
- ريد باوتشر على موقع EliteProspects.com (الإنجليزية)
- ريد باوتشر على موقع HockeyDB.com (الإنجليزية)
- ريد باوتشر على موقع Hockey-Reference.com (الإنجليزية)